# Tía Alison
Tía Alison es una telenovela colombiana de drama y comedia romántica producida por Andrés Santamaría, dirigida por Israel Sánchez y Víctor Cantillo y producida por Estudios RCN para Canal RCN.
Está protagonizada por Juliette Pardau y Rodrigo Candamil, con la participaciones antagónicas de Manuela González, Carlos Hurtado y Tuto Patiño, y con la actuación especial de la primera actriz Margalida Castro.
La telenovela fue estrenada el 26 de julio de 2023 por Canal RCN en sustitución de Ana de nadie y finalizó el 31 de octubre de este año. Posteriormente está disponible el 27 de julio del mismo año en vídeo bajo demanda mediante la modalidad day and date por Vix.

## Sinopsis
Tía Alison retrata la historia de una mujer que, por causas de una calamidad familiar, deberá encargarse de sus sobrinos, sin embargo, no será nada sencilla su tarea, pues los dos adolescentes y una pequeña, le darán los problemas que nunca tuvo en su vida.

## Reparto
Parte del elenco fue confirmado por el sitio web Vida Moderna el 14 de diciembre de 2022.
- Juliette Pardau como Alison Párraga
- Rodrigo Candamil como Gustavo Orjuela
- Manuela González como Lorena Maldonado
- Brian Moreno como Ramon Ovalle
- Andrea Esquivel como Agatha Tatiana López
- Camila Durán como Cecilia Montaño
- Tuto Patiño como James Linares
- Margalida Castro como Carmenza
- Laura Junco como Lucrecia Lamprea
- Carlos Hurtado como Amilcar Rodríguez
- Paola Moreno como Olga Párraga
- María José Vargas como Dakota Rodríguez Párraga
- Sebastián Moya como Washington Rodríguez Párraga
- Luciana Garnica como Luisiana Rodríguez Párraga
- Michell Orozco como Kimberly
- Julián Zuluaga como Bayron
- Humberto Dorado como Eladio
- Rafael Novoa como Nicolás Leal